# César Maldonado
César Maldonado Ortiz (Almería, Andalucía; 28 de octubre de 1979) es un cantautor español. A los 17 años dio su primer concierto y, desde entonces, ha conseguido realizar un gran número de recitales en muchos lugares de la geografía española. El 5 de junio de 2012 actuó en Le Moulin à Café de París y en marzo y abril de 2015 realizó una gira de conciertos en China. En su carrera ha conseguido, entre otros galardones, el premio a la mejor canción en el prestigioso Festival Internacional de Cantautores de Granada en dos ocasiones.
Sus principales influencias provienen de cantautores clásicos como Joan Manuel Serrat, Pablo Milanés o Silvio Rodríguez. Acompañado de su guitarra, en sus canciones consigue convertir en poesía las historias más cotidianas.
El 28 de abril de 2011 ofreció un concierto en el Teatro Apolo, organizado por la concejalía de Cultura del Ayuntamiento de Almería. En la primavera del año 2013 publicó su primer disco, titulado El Zaguán y comenzó una gira promocional en la que anda aún inmerso.
Es también el autor de los temas Insomnio, Autodedicación, Dímelo tú y Regálame del disco Dama de la suerte de la cantante Hermi Callejón, conocida por su paso por el programa El número uno, de Antena 3. También ha colaborado en el disco grabado en directo 15 años de viajes y canciones de Fran Fernández, conocido por el concurso Tú sí que vales, de Telecinco.
El 23 de abril de 2017, César Maldonado participó como invitado junto a Aitor Sáez en el Teatro Cervantes de Almería en un concierto protagonizado por la cantante Mar Hernández acompañada de una banda compuesta por Juanma Linde, Pepe Mañas, Jesús Morales, José Manuel Prada, Cesar Maldonado, Jordi Spuny y Francis Hernández.